# Mistrzostwa Świata w Gimnastyce Artystycznej 2001
24. Mistrzostwa Świata w Gimnastyce Artystycznej odbyły się w dniach od 17 do 21 października 2001 roku w Madrycie. Połowę z sześciu możliwych do zdobycia złotych medali, wywalczyła Bułgarka Simona Pejczewa. Poza tym, na pozycjach medalowych uplasowały się także zawodniczki Białorusi i Ukrainy. Zawodniczki z Rosji zostały zdyskwalifikowane. Polski nie reprezentowała żadna zawodniczka.

## Tabela medalowa
| Miejsce | Państwo  | Złoto | Srebro | Brąz | Razem |
| ------- | -------- | ----- | ------ | ---- | ----- |
| 1       | Ukraina  | 3     | 2      | 5    | 10    |
| 2       | Bułgaria | 3     | 2      | 1    | 6     |
| 3       | Białoruś | 0     | 2      | 0    | 2     |

## Medalistki
| Konkurencja:              | Złoto:             | Srebro:          | Brąz:              |
| Układy indywidualne       |                    |                  |                    |
| wielobój indywidualnie    | Tamara Jerofiejewa | Simona Pejczewa  | Anna Bessonowa     |
| ćwiczenia ze skakanką     | Tamara Jerofiejewa | Simona Pejczewa  | Anna Bessonowa     |
| ćwiczenia z obręczą       | Simona Pejczewa    | Anna Bessonowa   | Tamara Jerofiejewa |
| ćwiczenia z piłką         | Simona Pecjzewa    | Anna Bessonowa   | Tamara Jerofiejewa |
| ćwiczenia z maczugami     | Simona Pejczewa    | Jelena Tkaczenko | Tamara Jerofiejewa |
| Drużynowe układy zbiorowe |                    |                  |                    |
| wielobój                  | Ukraina            | Białoruś         | Bułgaria           |